# Agnieszka Bibrzycka
 Agnieszka Danuta "Biba" Bibrzycka  (Mikołów, 21 oktober 1982), is een voormalig Poolse basketbalspeelster die uitkwam voor het nationale team van Polen. Ze won de EuroLeague Women met Sparta&K Oblast Moskou Vidnoje in 2007.

## Basketbal
Bibrzycka was een internationaal basketbalspeelster. Ze heeft gespeeld voor:
- Lotos Gdynia
- CCC Polkowice
- Sparta&K Oblast Moskou Vidnoje
- UMMC Jekaterinenburg
- Fenerbahçe
- San Antonio Silver Stars (WNBA)

## Erelijst
- Pools kampioen: 4
  - Winnaar: 2002, 2003, 2004, 2005
  - Tweede: 2006, 2012
- Pools Beker: 1
  - Winnaar: 2005
  - Runner-up: 2006
- Landskampioen Rusland: 4
  - Winnaar: 2007, 2009, 2010, 2011
  - Tweede: 2008
- Bekerwinnaar Rusland: 3
  - Winnaar: 2009, 2010, 2011
- Turks kampioen: 1
  - Winnaar: 2013
  - Tweede: 2014
- Turkse beker: 1
  - Winnaar: 2015
- Turkse Supercup: 2
  - Winnaar: 2013, 2014
- EuroLeague Women: 1
  - Winnaar: 2007
  - Runner-up: 2002, 2004, 2013, 2014